# بيوتر باغراتيون
الأمير بيوتر إيفانوفيتش باغراتيون (10 يوليو 1765 - 24 سبتمبر 1812) كان جنرالًا جورجيًا وأميرًا يخدم في الإمبراطورية الروسية، وقد برز خلال الحروب النابليونية.
كان باغراتيون أحد أفراد سلالة باغراتيوني، وولد في تبليسي. خدم والده إيفان كضابط في الجيش الإمبراطوري الروسي، حيث جند باغراتيون أيضًا في عام 1782. وبدأ بيوتر إيفانوفيتش باغراتيون حياته العسكرية في الخدمة في الحرب الروسية الشركسية منذ عام 1763 حتى عام 1864. وبعد ذلك شارك في حرب ضد العثمانيين والاستيلاء على أوتشاكيف عام 1788. وساعد فيما بعد في قمع انتفاضة تاديوش كوسيوسكو عام 1794 في بولندا والاستيلاء على وارسو. وخلال حملات روسيا الإيطالية والسويسرية عام 1799 ضد الفرنسيين، وخدم بامتياز تحت قيادة القائد ألكسندر سوفوروف.
في عام 1805 انضمت روسيا إلى التحالف ضد نابليون. وبعد انهيار القوات النمساوية في معركة أولم في أكتوبر عام 1805، نال باغراتيون المديح لدفاعه الناجح في معركة شونغرابرن (نوفمبر 1805) التي سمحت للقوات الروسية بالانسحاب والتوحد مع الجيش الروسي الرئيسي بقيادة ميخائيل كوتوزوف. وفي ديسمبر عام 1805 عانى الجيش الروسي النمساوي المشترك من الهزيمة في معركة أوسترليتز، حيث قاد باغراتيون الجناح اليميني المتحالف ضد الفرنسيين تحت قيادة جان لانيس. وفي وقت لاحق قاد القوات الروسية في الحرب الفنلندية (1808-1809) ضد السويد وفي حرب أخرى ضد الأتراك (1806-1812) على نهر الدانوب.
أثناء الغزو الفرنسي لروسيا في عام 1812 قاد باغراتيون واحدًا من جيشين روسيين كبيرين (قاد باركلي دي تولي الجيش الآخر) في قتال سلسلة من حركات الحراسة الخلفية. وفشل الروس في وقف التقدم الفرنسي في معركة سمولينسك في أغسطس عام 1812. واقترح باركلي انسحابًا وفق سياسة الأرض المحروقة، ووافق عليه الإمبراطور ألكسندر الأول من روسيا، على الرغم من أن باغراتيون فضل مواجهة الفرنسيين في معركة كبرى. وخلف ميخائيل كوتوزوف باركلي كقائد أعلى للقوات المسلحة لكنه واصل سياسته حتى معركة بورودينو (7 سبتمبر [بالتقويم القديم 26 أغسطس] 1812) بالقرب من موسكو. وقاد باغراتيون الجناح الأيسر حول ما أصبح يعرف باسم أبراج باغراتيون في معركة بورودينو، حيث أصيب بجروح قاتلة، ومات بعد أسبوعين. وجرى دفنه في كنيسة محلية، وفي عام 1839 أعيد دفنه في ساحة معركة بورودينو.

## حياته
وُلِد بيوتر في عام 1765 لأمير من الفرع المخراني من سلالة باغراتيون، وهو العقيد الأمير إيفان باغراتيني، وهو الابن الأكبر للأمير الإسكندر، الابن غير الشرعي للملك جيسي (علي قلي خان) من كارتلي، التي تقع الآن وسط جورجيا. درس الروسية والألمانية وتعلم اللغة الفارسية والتركية والأرمينية والجورجية على يد والده. ولكن على عكس العديد من الأرستقراطيين الروس الآخرين لم يكن يعرف الفرنسية. وعرّف باغراتيون نفسه على أنه «روسي خالص» (chistoi russkoi).
انضم بيوتر إلى الجيش الإمبراطوري الروسي في عام 1782 مجندًا كرقيب في بنادق كافسانسك في فوج مشاة أستراخان. وانضم شقيقه الأصغر رومان إلى كتيبة تشوجويفسك القوزاق بصفته uryadnik (ضابط صف من القوزاق) في سن الثالثة عشرة في عام 1791. واستمر كلاهما ليصبحا جنرالين في الجيش الإمبراطوري الروسي.
خدم باغراتيون لعدة سنوات في الحرب الروسية الشركسية. وشارك في حصار أوتشاكيف (1788). وفي عام 1792 أصبح نقيبًا وجرى نقله إلى فوج خيالة كييف في ذلك العام كرائد ثانٍ، ونُقل كرائد أول ليصبح حامل بندقية من صوفيا في 15 مايو عام 1794. وخدم في الحملة العسكرية لقمع انتفاضة كوسيوسكو البولندية عام 1794.
حصل على ترقيات متتالية ليصل إلى رتبة مقدم (26 أكتوبر 1794)، ثم عقيد (1798) وبعدها لواء (1799). وجرى الاعتراف بتميزه من قبل سوفوروف، الذي رافقه في الحملات الإيطالية والسويسرية عام 1799، وحصل على تميز خاص من خلال الاستيلاء على مدينة بريشا. ومن عام 1801 حتى عام 1802 قاد قناصي الحرس الإمبراطوري؛ ثم من عام 1802 حتى عام 1805 شغل منصب قائد لواء جاغر.
كان الحبيب المزعوم لكاثرين ابنة الإمبراطور بافل. وفي عام 1800 منح بافل لقب «أمير (نياز) باغراتيون» لبيوتر في روسيا، وتزوج بشكل غير متوقع من الكونتيسة كاثرين بافلوفنا سكافرونسكايا، ابنة أخت غريغوري بوتيمكين المفضلة وإحدى مساعدات الإمبراطورة ماريا. وكان باغراتيون وكاثرين في علاقة جدية، لكن الزواج كان فاشلًا. وسرعان ما فضلت كاثرين الشابة والجميلة السفر، وفي عام 1805 هربت إلى فيينا، حيث سمح لها صالونها وإدارة علاقتها مع الأمير كليمنس فون مترنيش - الذي أطلق عليها اسم «الملاك العاري» - بالعمل كعميلة مهمة للمخابرات الروسية والدبلوماسية. وأجبر الإمبراطور باغراتيون على الاعتراف بابنتهما ماري كليمنتين وأن يسدد آلاف الروبلات من ديون كاثرين. وقد كان يتمتع بسمعة كمقامر مواظب أيضًا، واضطر إلى بيع العقارات لتغطية الخسائر التي ارتفعت إلى 80000 روبل.
في حروب عام 1805 بدت إنجازات باغراتيون أكثر إشراقًا. عندما أمر نابليون مورات بكسر الهدنة التي وقعها للتو مع باغراتيون، تمكن الجنرال بنجاح من مقاومة الهجمات المتكررة للقوات تبلغ خمسة أضعاف أعداد قواته تحت قيادة مورات ولانيس في شونغرابرن (16 نوفمبر) بالقرب من هولابرون. وعلى الرغم من أن باغراتيون فقد نصف الرجال الذين كانوا تحت إمرته، إلا أن ما فعله حمى انسحاب الجيش الرئيسي تحت قيادة كوتوزوف إلى أولوموتس. عندما ضعف كوتوزوف أجبر على الدخول في معركة في أوسترليتز (2 ديسمبر)، قاد باغراتيون الحرس المتقدم لرتل أمير ليختنشتاين ودافع عن اليمين المتحالف ضد لانز، بينما هاجم اليسار الجناح الأيمن غير المدافع عن أرتال نابليون. وجرت ترقيته إلى رتبة فريق عام 1805، وفي عام 1807 قاتل بشجاعة وعناد في معارك آيلاو (7 فبراير)، وهيلسبيرغ (11 يونيو)، وفريدلند (14 يونيو).
كان ناجحًا كقائد للحملة الفنلندية الروسية عام 1808 والحملة التركية عام 1809. وقبلها استولى على جزر أولاند من خلال مسير شجاع عبر خليج فنلندا المتجمد. ونُظر إلى انتقاله السريع إلى الجبهة المولدافية البعيدة ضد الإمبراطورية العثمانية باعتباره توبيخًا لعلاقة مزعومة مع ابنة الإمبراطور كاثرين، التي تزوجت بعد ذلك بوقت قصير. وجرت ترقيته إلى رتبة جنرال مشاة.
في عام 1812 قاد باغراتيون الجيش الثاني للغرب. قبل أيام قليلة من غزو نابليون في 24 يونيو، اقترح على ألكسندر الأول توجيه ضربة استباقية إلى دوقية وارسو. وهُزم في موغيليف (23 يوليو)، ثم قاد باغراتيون قواته للانضمام إلى الجيش الأول في سمولينسك تحت قيادة باركلي دي تولي، الذي تنازل له عن القيادة العامة لكلا الجيشين في 2 أغسطس. وقاد باغراتيون الجناح الأيسر في معركة بورودينو (7 سبتمبر) حيث بنى العديد من الأبراج التي كانت سيئة البناء بسبب نقص الضباط المهندسين. وخلال المعركة أصيب بجرح مميت وتوفي لاحقًا من الغنغرينا في 24 سبتمبر، في قرية سيمي حيث تقيم عمته.
يقال إنه أثناء إصابته استمر باغراتيون بإعطاء الأوامر للقوات دون أن يعرف أن الجيش الروسي كان يتخلى عن موسكو. وعندما سمع الحقيقة أخيرًا صُدم باغراتيون لدرجة أنه وقف سريعًا متناسيًا تمامًا جرحه الخطير. كان مثل هذا العمل باهظًا على جسده المصاب بشدة وسرعان ما كلف باغراتيون حياته.